# Ta country česká, ta je tak hezká
Ta country česká, ta je tak hezká (češko dobesedno Ta češki country, ta je tako lep) je deveti studijski album češke skupine Banjo Band iz leta 1991. Gre za zadnji album skupine, ki je izšel v času Češkoslovaške, ter zadnji album skupine, ki je izvorno izšel na gramofonski plošči.

## Seznam skladb
| Stran 1 | Stran 1                   | Stran 1 |
| Št.     | Naslov                    | Dolžina |
| ------- | ------------------------- | ------- |
| 1.      | „U Kralových Var‟         | 2:50    |
| 2.      | „Boženka‟                 | 2:40    |
| 3.      | „U sila‟                  | 2:27    |
| 4.      | „U zlatého soudku‟        | 2:26    |
| 5.      | „Ouvej, ach, ouvej‟       | 3:03    |
| 6.      | „Jeníku, Jeníku‟          | 2:27    |
| 7.      | „A já mám holku v Kladně‟ | 2:22    |

| Stran 2 | Stran 2                       | Stran 2 |
| Št.     | Naslov                        | Dolžina |
| ------- | ----------------------------- | ------- |
| 1.      | „Béda‟                        | 2:37    |
| 2.      | „U Kostelce nad Černými lesy‟ | 2:18    |
| 3.      | „Jindra‟                      | 2:19    |
| 4.      | „Ptáčku, ptáčku‟              | 1:58    |
| 5.      | „Běžím, běžím na Hynka‟       | 2:44    |
| 6.      | „Myslivecký ples‟             | 2:10    |
| 7.      | „Gardedáma‟                   | 2:24    |

## Zasedba
- Ivan Mládek – banjo, kazoo, vokal
- Dagmar Patrasová – vokal
- Vítězslav Marek – trobenta
- Ivo Pešák – klarinet
- Zdeněk Kalhous – klavir
- Václav Dědina – tuba
- Jan Mrázek – perilnik
- Michal Pälka – klarinet
- Tomáš Linka – harmonika
- František Kacafirek – violina
- Jan Pacák – kazoo